# インゲル・アフレス
インゲル・アフレス（Inger Aufles、1941年5月29日 - ）は、ノルウェー、ムーレ・オ・ロムスダール県ノールダル市Valldal出身の元クロスカントリースキー選手。1960年代から1970年代にかけて国際大会で活躍した。

## プロフィール
地元オスロで開催された1966年ノルディックスキー世界選手権のリレーで銀メダルを獲得、1968年グルノーブルオリンピックでは5kmで7位、10km銅メダル、リレーでは金メダルを獲得した。
4年後の1972年札幌オリンピックでは5km、10kmともに12位で、リレーでは銅メダルを獲得した。